# Полиперхон
Полиперхон или Полиперхонт (грч. Πολυπέρχων, 394—303. п. н. е.) је био македонски војсковођа, регент и један од дијадоха. Био је у служби Филипа II Македонског и Александра Македонскога. Помагао је Антипатару за време Ламијскога рата. Када је за време Првога рата дијадоха Антипатар кренуо у Азију, Полиперхон је остао да управља Македонијом. Након Антипатарове смрти 319. п. н. е. Полиперхон је постао регент и врховни командант. Међутим брзо након тога избио је сукоб са Касандром. Сукоб између њих двојице раширио се брзо као Други рат дијадоха. Удружио се са Еуменом против Касандра, Антигона Монофталмоса и Птолемеја Сотера. Био је успешан на почетку рата и прогласио је слободу грчких градова. Међутим Антигон му је уништио флоту, а Касандар заузео Атину, а због неуспеха почели су да га напуштају савезници, па је био присиљен да се повуче. Касандар је преузео и контролу над краљем Филипом III Аридејем. Полиперхон је онда побегао у Епир код својих савезника Александрове мајке Олимпијаде и краља Епира Еакида и уз њихову помоћ победио је војску краља Филипа III Аридеја. Када је Касандар 316. п. н. е. победио и погубио Олимпијаду Полиперхон је био присиљен да се повуче на Пелопонез код сина. Учествовао је у савезу са Антигоном у Трећем рату дијадоха од 314. до 311. п. н. е. Касније је променио страну раскинувши савез са Антигоном. Остао је до своје смрти господар Пелопонеза.

## Александрови походи
Приликом борби на Персијским вратима 331/330. п. н. е. Александар се обрачунавао са Ариобарзаном, а Коин, Полиперхон и Аминта су заједно са Филотином коњицом послани напред да премосте реку Аракс. Током 328. п. н. е. остављен је у Бактрији заједно са Мелагером, Аталом и Горгијом са задатком да заштите подручје од Спитаменових и осталих упада.

## Индијски поход
На почетку индијске кампање пратио је Кратера, кога је Александар Велики оставио у близини Андаке да покори околне градове. Касније се поново прикључио Александровој војсци и учествовао је у бици код Масаге. Током преосталога дела индијскога похода Полиперхон је редовно био са Кратером. За време битке код Хидаспа остао је са Кратером на другој обали реке, па је у бици учествовао током завршнице. Током спуштања низ реку Инд једно време служио је под Хефестионом, а онда је поново био са Кратером.

## Повратак са Кратером
Александар је 324. п. н. е. послао Кратера са 10.000 ислужених ветерана да се врате у Македонију и да Кратер замени Антипатра. Полиперхон је тада ишао са Кратером као други у линији командовања. Када је Александар Велики умро јуна 323. п. н. е. Кратер, Полиперхон и ислужени ветерани нису напредовали даље од Киликије, а ту су остали и даље.

## Ламијски рат
Током 322. п. н. е. Антипатар је био опседнут у Ламији за време Ламијскога рата и звао је Леоната и Кратера да му помогну. Леонат је први стигао и погинуо. Кратер је са својом војском помогао Антипатеру да победи удружене грчке снаге у бици код Кранона 322. п. н. е.

## Поверена му је Грчка и Македонија и побеђује Етолце
Кратер и Антипатар склопили су мир са Етолцима и окнчали Ламијски рат да би могли да крену у рат против Пердике и Еумена. Полиперхон је добио задатак да влада Грчком и Македонијом док су они одсутни. Док су Кратер и Антипатар ратовали против Пердике Етолци су по договору са Пердиком упали у Тесалију. Циљ је био да омету Антипатра и натерају га да се врати у Европу. Најпре су напали Амфису, убили ту једнога македонскога генерала. Онда су под заповедништвом Александра Етолца кренули у Тесалију, где су потакли побуну. Сакупили су 25.000 војника и 1.500 коњаника, па су представљали опасност и за Македонију. Док су Етолци били у Тесалији Акарнанци су напали Етолију, па се највеће део етолске војске морао да врати. У Тесалији су оставили Менона из Фарсала. Полиперхон је дошао са великом војском и победио је непријатеље, а Менона убио.

## Постаје регент
Антипатар је пред смрт именовао Полиперхона регентом, старатељем краљева (епимелет). Полиперхон је био скоро најстарији од оних који су пратили Александра, а уживао је велики углед. Антипатар је свога сина Касандра именовао хилијархом, тј. другим по власти. Полиперхон је добио политичко и војно вођство. Међутим Касандар није био задовољан подређеном улогом, јер се сматрао довољно способним. Касандар је почео да се саветује са пријатељима и подстицао их је да му помогну у освајању власти обећавајући им многе ствари.
Полиперхон је свој положај ојачао позивајући Олимпијаду да се врати у Македонију из Епира, где је била избегла због свађе са Антипатром. Олимпијаду је позвао да преузме бригу за свога унука, Александровога сина Александра IV. Касандар је склопио савез са Птолемејем, али и са Антигоном. Антигон Монофталмос је прихватио савез са Касандром, да би створио Полиперхону довољно посла и на тај начин сам могао да оствари своје планове у Азији и врховну власт.

## Проглас о ослобађању грчких градова
Полиперхон је очекивао рат са Касандром, па се тим поводом саветовао са најугледнијим Македонцима. Очекивали су да ће се водити битка за грчке градове, који су били под олигархијама и под влашћу Антипатрових пријатеља. Полиперхон је одлучио да ослобађањем грчких градова и збацивањем олигархија ослаби Касандра. Упутио је проглас грчким градовима у коме је стајало да:
- враћају ранија уређења грчких градова
- враћају протеране грађане
- Атињанима враћају Сам
- Полиперхон је био задужен за спровођење прогласа
- Полиперхон је писао Александровој мајци Олимпијади да дође у Македонију и да преузме бригу за Александровога сина Александра IV.

## Савез са Еуменом
Након Антипатрове смрти Антигон Монофталмос је намеравао да се домогне врховне власти. Пошто му је за то био потребан савезник одлучио је да престане да ратује са Еуменом и да му понуди савез. Антигон је до тада држао Еумена под опсадом у тврђави Нора. Понудио му је савез и ослободио је Еумена опсаде.
Међутим Полиперхон је схватио да је Еумен веома значајан у предстојећем рату, па је од Еумена је тражио да не прекида непријатељство са Антигоном и да пређе на страну краљева. Нудио је Еумену да са њим дели положај регента или да преузме функцију стратега Азије и бори се против Антигона Монофталмоса.

## Проблеми у Атини
Када је дошло време да се спроведе споразум о ослобађању грчких градова дошло је 318. п. н. е. до проблема. Атинска лука Пиреј имала је тврђаву Мунихију коју је држао Никанор, који је био лојалан Касандру и није хтео да је преда Атињанима. Никанор је заузео и Пиреј. Полиперхон је послао свога сина Александра са војском у Атику. Александар је започео тајне преговоре са Никанором. Фокион га је убедио да није добро да се мунихијска тврђава враћа Атињанима. У Атини су власт преузеле радикалне демократе и осудили су Фокиона и неколико његових сарадника на смрт. Полиперхон је држао већину македонске војске у Фокиди и до њега су дошли представници Атињана. Пошто се стидео што Атини није вратио Пиреј предао им је Фокиона.

## Атина и Пелопонез
Касандар је добио од Антигона флоту и са 4.000 војника и дошао је у Пиреј, који је преузео од Никанора. Полиперхон је имао 24.000 војника и намеравао је да опседа Касандра, али одустао је када је проценио да би то могла бити дуга опсада. Оставио је један део војске у Атици под заповедништвом свога сина, а са највећим делом војске отишао је на Пелопонез. Одлучио је да покори Мегалопољ, који је био на страни Касандра. Полиперхон је охрабривао градове на Пелопонезу да побију представнике олигархије, које је поставио Антипатар.

## Опсада Мегалопоља и порази и на копну и на мору
Мегалопољ се припремио за опсаду. Сакупили су 15.000 војно способних. Мегалопољ се одржао под вештим командовањем Дамиса, па је Полиперхон морао да одустане. Оставио је само мањи део војске крај Мегалопоља, а он се повукао у Македонију. Неуспех код Мегалопоља имао је велике разорне последице за Полиперхона. Неки грчки градови прешли су Касандру.
Антигон је дао Касандру 35 бродова, да би се боље осигурала контрола Пиреја. Полиперхон је послао Белога Клита са македонском флотом. Бели Клит је близу Бизантија уништио или заробио преко 50 Касандрових и Антигонових бродова под заповедништвом Никанора. Међутим Антигон се убрзо осветио за тај пораз. Са лако наоружаном војском напао је ноћу Клитове морнаре, који су се били искрцали. Велики део је страдао, а Клит је страдао приликом бега према Македонији. Након Полиперхоновога неуспеха и на копну и на мору многи грчки градови прелазе на страну Касандра. Атињани су исто тако уочили да их Полиперхон неће ослободити, па су се нагодили са Касандром.

## Повратак Олимпијаде и сукоб са Еуридиком
Полиперхон се враћао у Македонију и позивао је Олимпијаду да дође у Македонију у пратњи краља Епира Еакида. Еуридика (супруга Филипа III Аридеја ) је због Олимпијадинога повратка у име свога супруга прогласила Касандра регентом. Звала је Касандра да што пре дође у Македонију. Полиперхон је сакупио војску уз помоћ Еакиде и кренуо је 317. п. н. е. да се обрачуна са Еуридиком, која се налазила у Евији и Македонији. Заједно са Полиперхоном била је и Олимпијада. Македонци, који су били под краљем филипом постидели су се Александрове мајке Олимпијаде, па су променили страну. Еуридика и њен супруг краљ Филип III Аридеј били су заробљени. Након мучења Филип је убијен, а Еуридика натерана да се убије. Олимпијада освета је била жестока. Побила је око 100 Касандрових пријатеља. Након толиких злочина постала је омрзнута.

## Касандар опседа Олимпијаду у Пидни
Када је Касандар сазнао за убиство Еуридике и Филипа окончао је опсаду Тегеје и кренуо према Македонији. Оставио је савезнике на Пелопонезу изложене нападима војске Полиперхонова сина Александра. Етолци су били у савезу са Полиперхоном, па су блокадом пролаза Термопиле спречили Касандра да крене на север. Међутим Касандар је војску бродовима пребацио у Тесалију. Полиперхон се налазио у Перебији и на њега је послао стратега Калу са војском. За то време Дејни је заузео прелазе према Македонији. Олимпијада је одредила Аристоноја као команданта који треба да се бори са Касандром, а сама се склонила у Пидну заједно са Александровим сином и Роксаном. Већина Полиперхонове војске прешла је код противника. Касандар је опседао Олимпијаду у Пидни. Епирски краљ Еакида покушао је да дође и ослободи Олимпијаду, али Епирци су дигли устанак у краљеву одсуству, протерали Еакида и склопили савез са Касандром. Након дуге опсаде и предаје Олимпијада је убијена 316. п. н. е.

## Савез Антигона и Полиперхона 315. п. н. е.
Полиперхонт је био под опсадом у Азору у Перебији. Када је чуо за Олимпијадину смрт повукао се у Етолију заједно са Еакидом. Полиперхонов син Александар је још био једини достојан Касандров противник, јер је држао део Пелопонеза. Сукоб између Антигона и Касандра 315. п. н. е. дао је Полиперхону извесну наду. Антигон је ступио у контакт са Полиперхоном и нудио му је положај стратега Пелопонеза. Антигонов изасланик Аристодем унајмио је 8.000 плаћеника за Полиперхона.

## Раскид са Антигоном
Касандар је понудио Полиперхоновом сину Александру титулу стратега Пелопонеза и успео да га наговори да промени страну и да раскине са Антигоном. И Полиперхон је због тога променио страну. Био је већ стар, имао је седамдест година. Међутим Антигон је послао свога нећака Телесфора да ослободи градове које контролише Александар или Касандар. Убрзо је цели Пелопонез сем Сикиона и Коринта био под Антигоновом контролом.

## Погибија Полиперхоновог сина
Савез са Касандром био је по свој прилици разлог за убиство 314. п. н. е. Полиперхонова сина Александра у Сикиону. Александрова супруга Кратесиполис задржала је контролу над два града Сикионом и Коринтом. Преостали део Пелопонеза заузео је током 313. п. н. е. Антигонов генерал Аристодем. Након тога Касандар је започео преговоре, али ништа није постигао и рат се наставио. У даљњем току рата Касандар и Птолемеј Сотер су били успешнији, па је 311. п. н. е. склопљен мировни споразум. Једни су друге признали за владаре док Александар IV Македонски не постане пунолетан. Међутим Касандар је наредио 310/309. п. н. е. да се убију Роксана и Александар IV Македонски.

## Полиперхон подржава, па убија Хераклеа
Припремао се нови рат. Антигон је Полиперхону послао Хераклеа, који је био незаконити син Александра Великога и Барсине. Херакле је тада имао четрнаест година. Полиперхон је тада на све стране позивао своје пријатеље и све непријатељски расположене против Касандра да помогну да поставе Хераклеа на македонски трон. Етолци и многи други су се придружили Полиперхону, тако да је он окупио преко 20.000 пешака и 1.000 коњаника. Полиперхон је озбиљно угрозио Касандра. Касандар је уочио да су Македонци наклоњени Хераклу, па је покушао да преговара са Полиперхоном. Наговарио је Полиперхона да убију Херакла. Полиперхону је обећао положај стратега Пелопонеза и учешће у свим важним одлукама. Полиперхон је 309. п. н. е. убио Хераклеа и Барсину отада је поново сарађивао са Касандром.

## Каснија збивања
Полиперхон је од Касандра добио 4.000 пешака и 500 коњаника, али Беоћани и Пелопонежани су га спречили да стигне на Пелопонез. Кратесиполис је била присиљена да Птолемеју Сотеру преда Сикион и Коринт 308. п. н. е. Након Птолемејевог пораза код Саламине Полиперхон је поново овладао Пелопонезом.